# 第45屆七大工業國組織會議
第45屆七大工業國組織會議（英語：45th G7 Summit）於2019年在法國新亞奎丹大區比亞里茨舉行。本屆會議是44年來首次没有发表联合公报的會議。

## 與會領導人

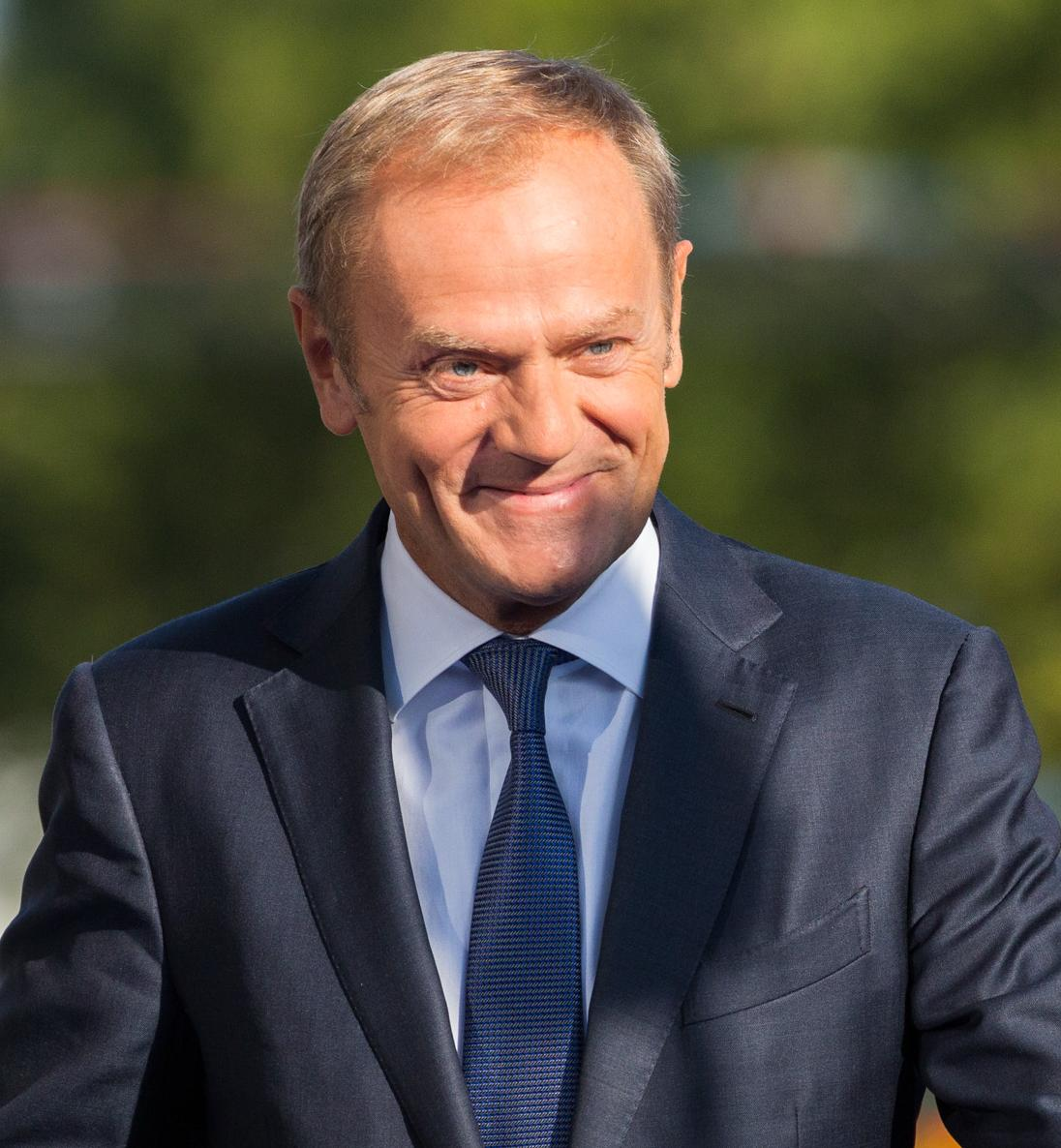
欧洲联盟 理事会主席唐納德·圖斯克
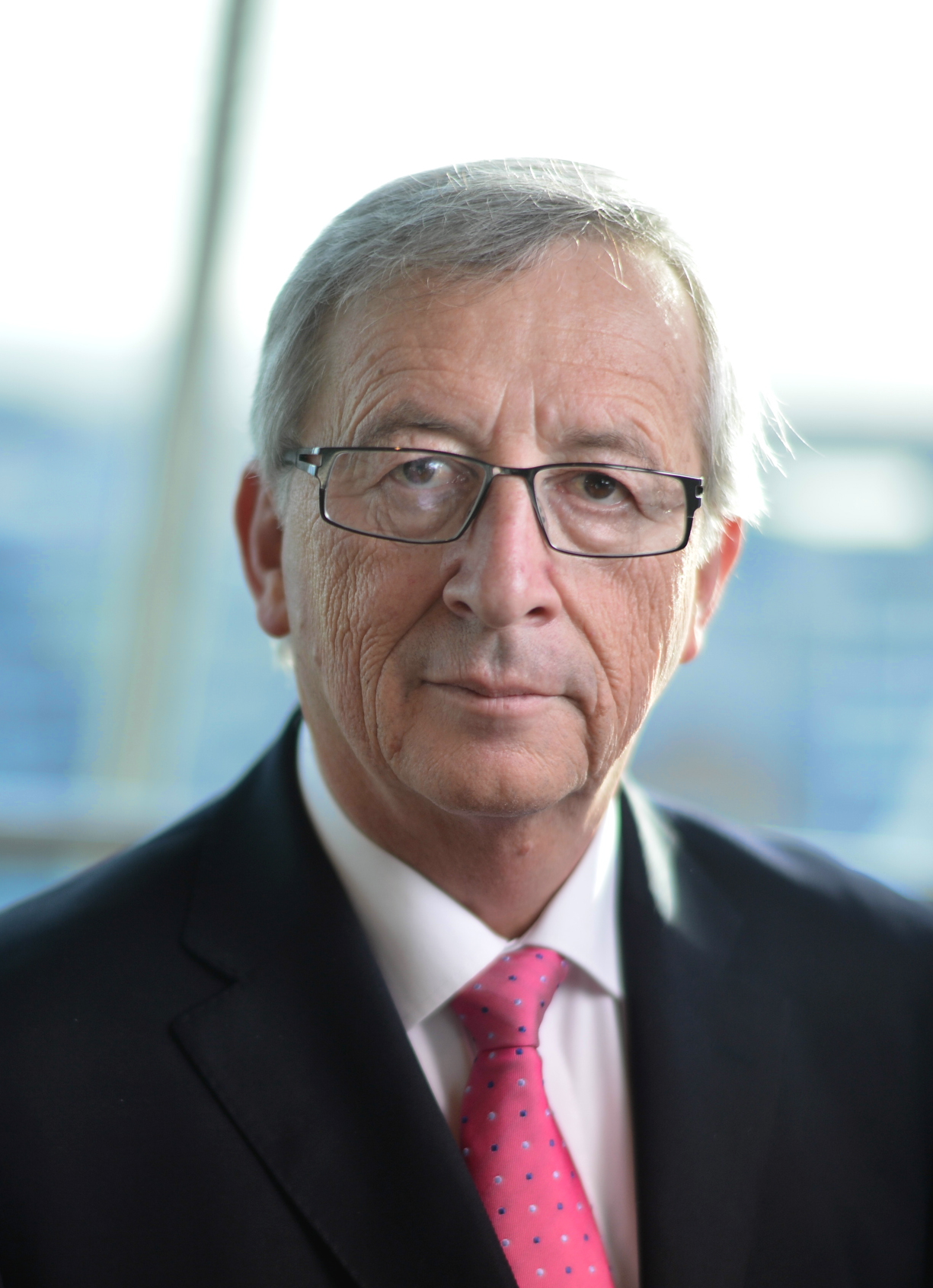
欧洲联盟 委员会主席让-克洛德·容克

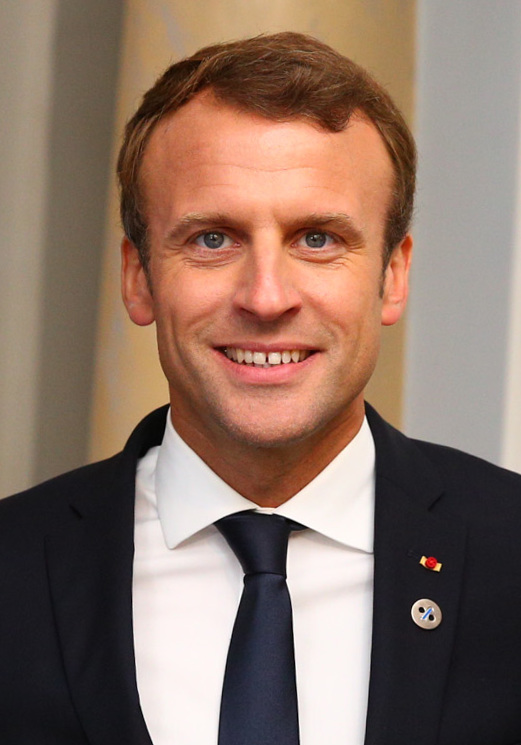
法国 总统埃马纽埃尔·马克龙（东道主）
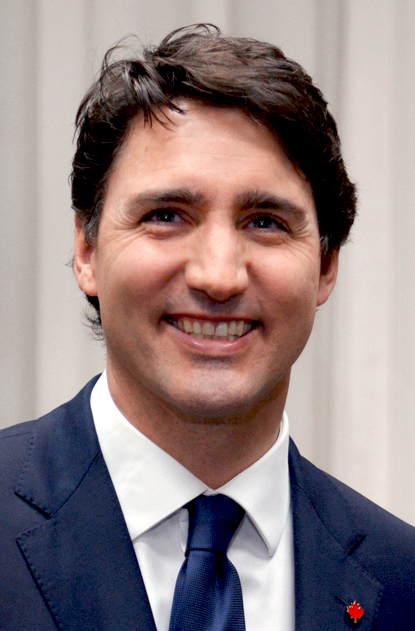
加拿大 总理賈斯汀·杜魯多
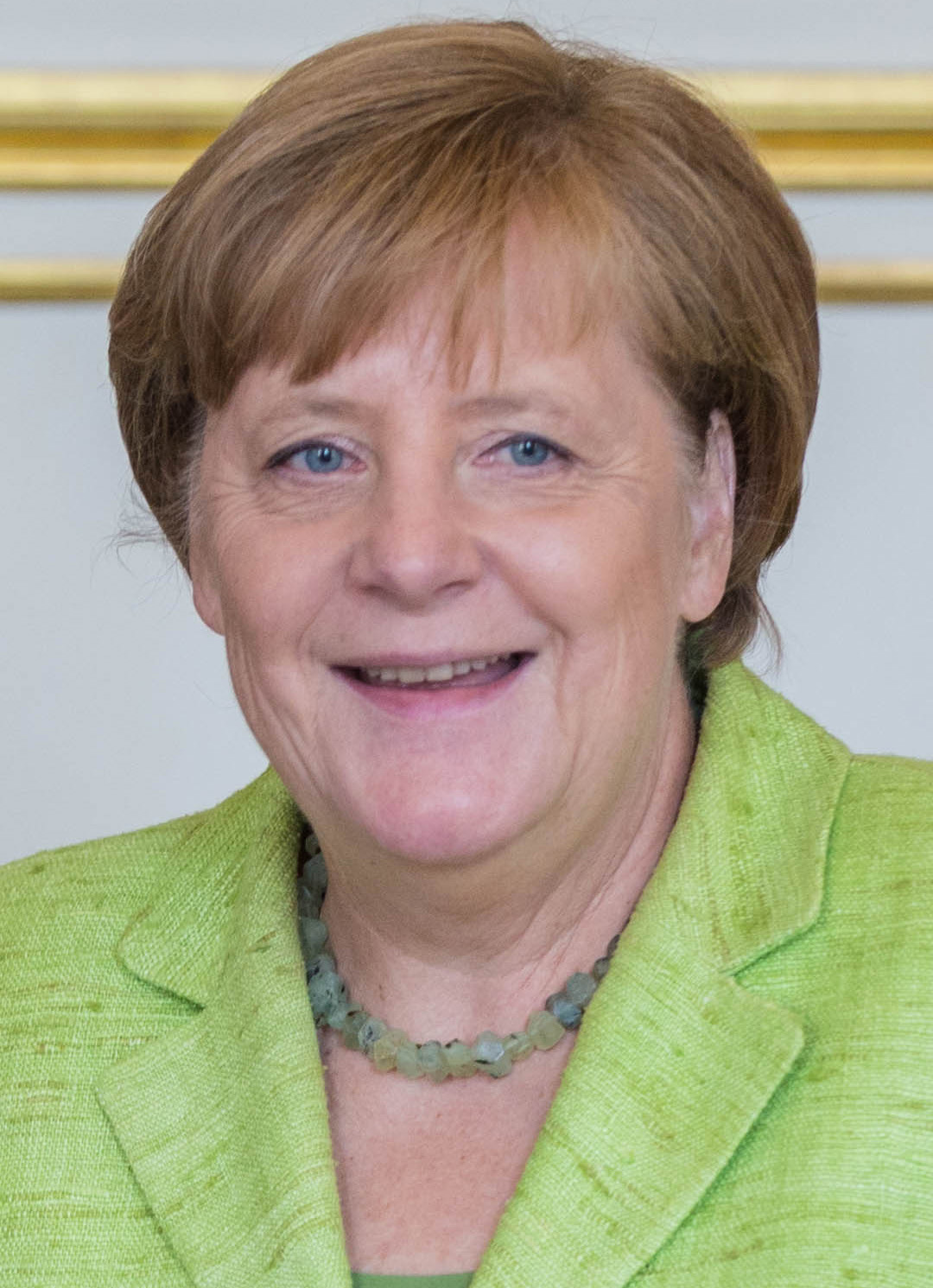
德国 联邦總理安格拉·默克爾
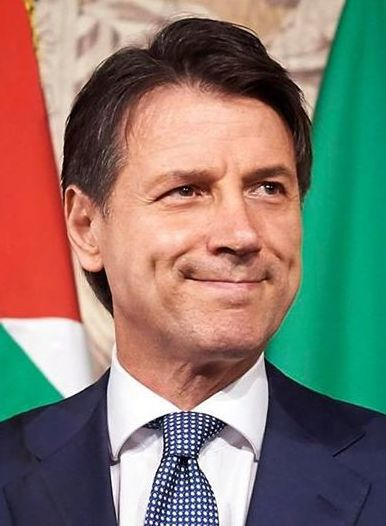
義大利 总理朱塞佩·孔特
日本 內閣總理大臣安倍晋三
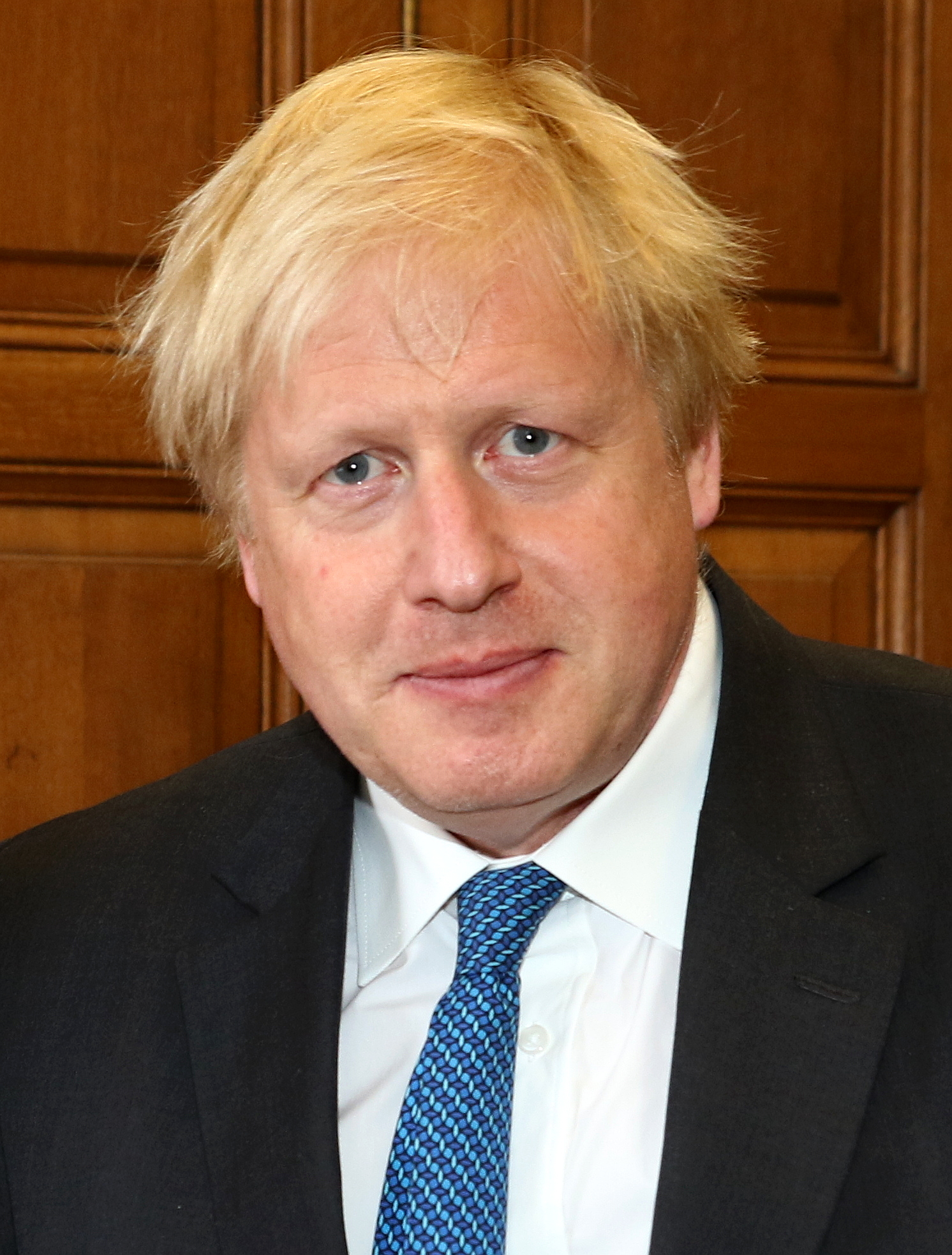
英国 首相鮑里斯·約翰遜
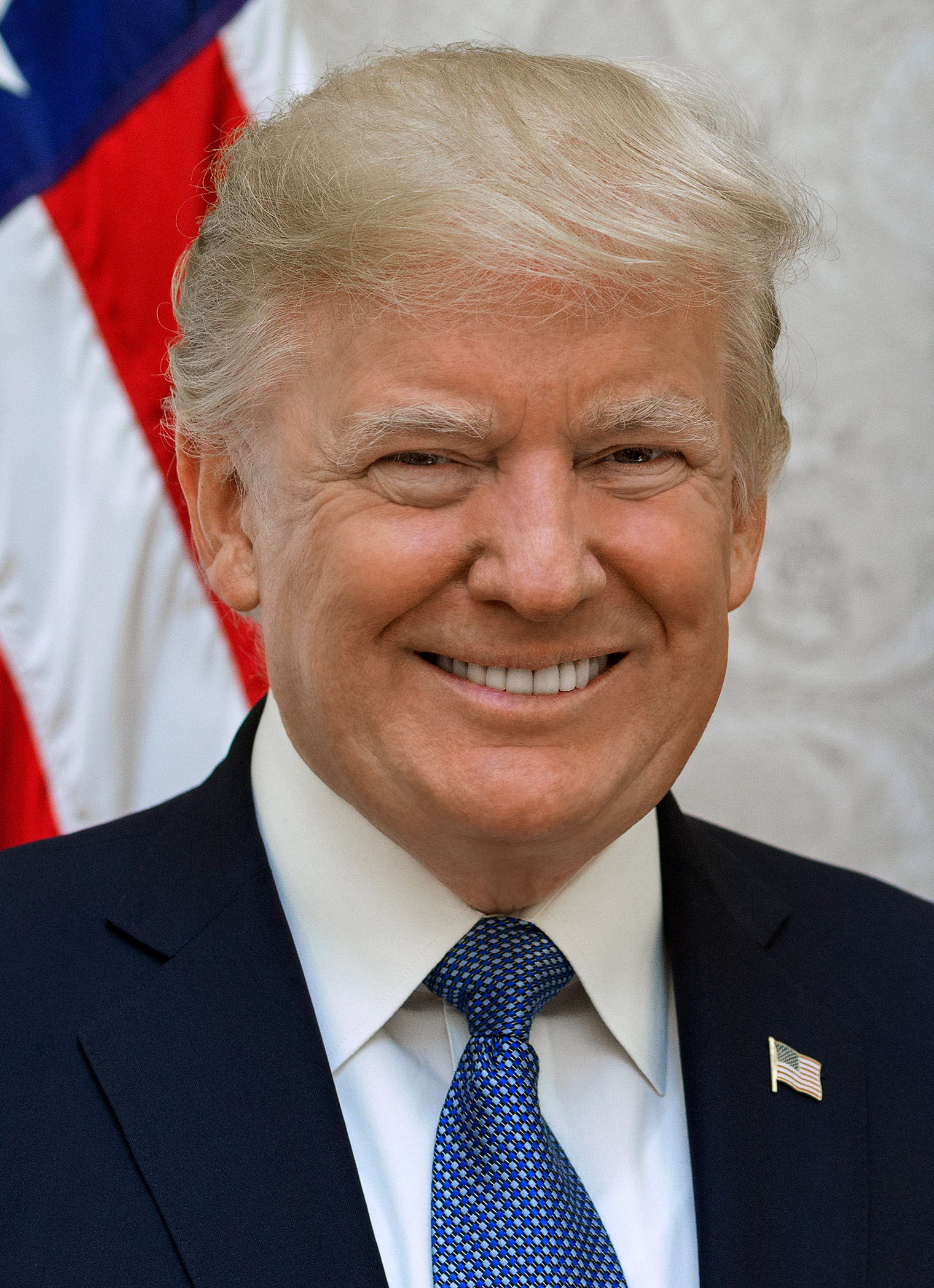
美国 总统唐納·川普

- 欧洲联盟
理事会主席唐納德·圖斯克
- 欧洲联盟
委员会主席让-克洛德·容克

## 香港问题
七國集團峰會發表聯合聲明，強調G7再次肯定給予香港一國兩制下自治的1984年中英聯合聲明的存在及重要性，敦促中國信守承諾維持香港自治。G7的聯合聲明還呼籲避免暴力。
8月27日，中國外交部發言人耿爽在例行記者會上答问，聯合聲明終極目的是確定中國收回香港，任何國家和組織無權假借中英聯合聲明干涉香港事務。七國集團首腦會議的領導人發表聲明，對香港事務“說三道四、指手畫腳”，中方表示強烈不滿和堅決反對。
英國首相約翰遜表示，七國集團首腦對香港的局勢深表關注，都支持一個穩定而繁榮的香港，並繼續致力於一國兩制框架。